# Подольский сельский совет (Залещицкий район)
Подольский сельский совет (укр. Подільська сільська рада) — входит в состав
Залещицкого района
Тернопольской области
Украины.
Административный центр сельского совета находится в 
с. Подолье.

## Населённые пункты совета
- с. Подолье
- с. Ангеловка